# محوطه چم کلینه
محوطه چم کلینه مربوط به دوره عیلامیان - دوره اشکانیان - دوره ایلخانی است و در شهرستان قصر شیرین، بخش مرکزی، دهستان نصرآباد، شمال رودخانه کرکهرک، کنار روستای کرکهرک واقع شده و این اثر در تاریخ ۲۲ اسفند ۱۳۸۵ با شمارهٔ ثبت ۱۸۱۲۱ به‌عنوان یکی از آثار ملی ایران به ثبت رسیده است.